# 诺移赏都
诺移赏都，西夏大将，党项族。
天授礼法延祚十年（1048年）夏景宗元昊被儿子宁令哥刺杀。国舅没藏讹庞又杀宁令哥，国中无主。诺移赏都与诸大臣想要按元昊遗命立从弟委哥宁令为夏国主。没藏讹庞认为委哥宁令非皇子又无功，而且夏国自皇祖李继迁、皇考李德明以来都是父死子继。于是立没藏氏之子谅祚。没藏讹庞以诺移赏都等三大将掌兵，后令分掌国事。